# Tola (Maßeinheit)
Die Tola ist eine in Asien gebräuchliche Maßeinheit. Sie wird insbesondere in drei Regionen verwendet:
- als Gold- und Silbergewicht in Ostindien, ursprünglich das Gewicht der Bombay- oder Siccarupie von 179 bis 179,5 englischen Troy-Grän = 11,599–11,642 g; wurde in Bombay in 100 Goonze à 6 Chows, in Kalkutta in 12 Masha à 8 Röttihs (Ruttees) à 4 Dhan eingeteilt
- als Normal- oder neues Basargewicht in Kalkutta, à 16 Anna = 180 englischen grain = ⅜ Feinunze = 11,664 g. Seine Oberstufen Sihr und Maund bilden das Handelsgewicht
- als in den Vereinigten Arabischen Emiraten gebräuchliche Gewichtseinheit beim Handel mit Gold und Silber (1 Tola = 11,664 g)